# Figueiroá (Sober)
Figueiroá (llamada oficialmente San Salvador de Figueiroá) es una parroquia española del municipio de Sober, en la provincia de Lugo, Galicia.

## Límites
Limita con las parroquias de Proendos y Liñarán al norte, Gundibós y Bulso al este, Santiorjo, Barantes y Bolmente al sur, y San Martín de Anllo al oeste.

## Organización territorial
La parroquia está formada por diez entidades de población, constando nueve de ellas en el nomenclátor del Instituto Nacional de Estadística español:

### Entidades de población
Entidades de población que forman parte de la parroquia:
- Barrio (O Barrio)
- Carqueixa (A Carqueixa)
- Cimadevila
- Liñares
- Prados
- Suiglesia (Suairexa)
- Veleigaz
- Vilabalde
- Xanimol

### Despoblado
Despoblado que forma parte de la parroquia:
- Taro (O Taro)

## Demografía
| Gráfica de evolución demográfica de Figueiroá entre 2000 y 2021 |
|                                                                 |
| Datos según el nomenclátor publicado por el INE.                |